# Levin Kärcher

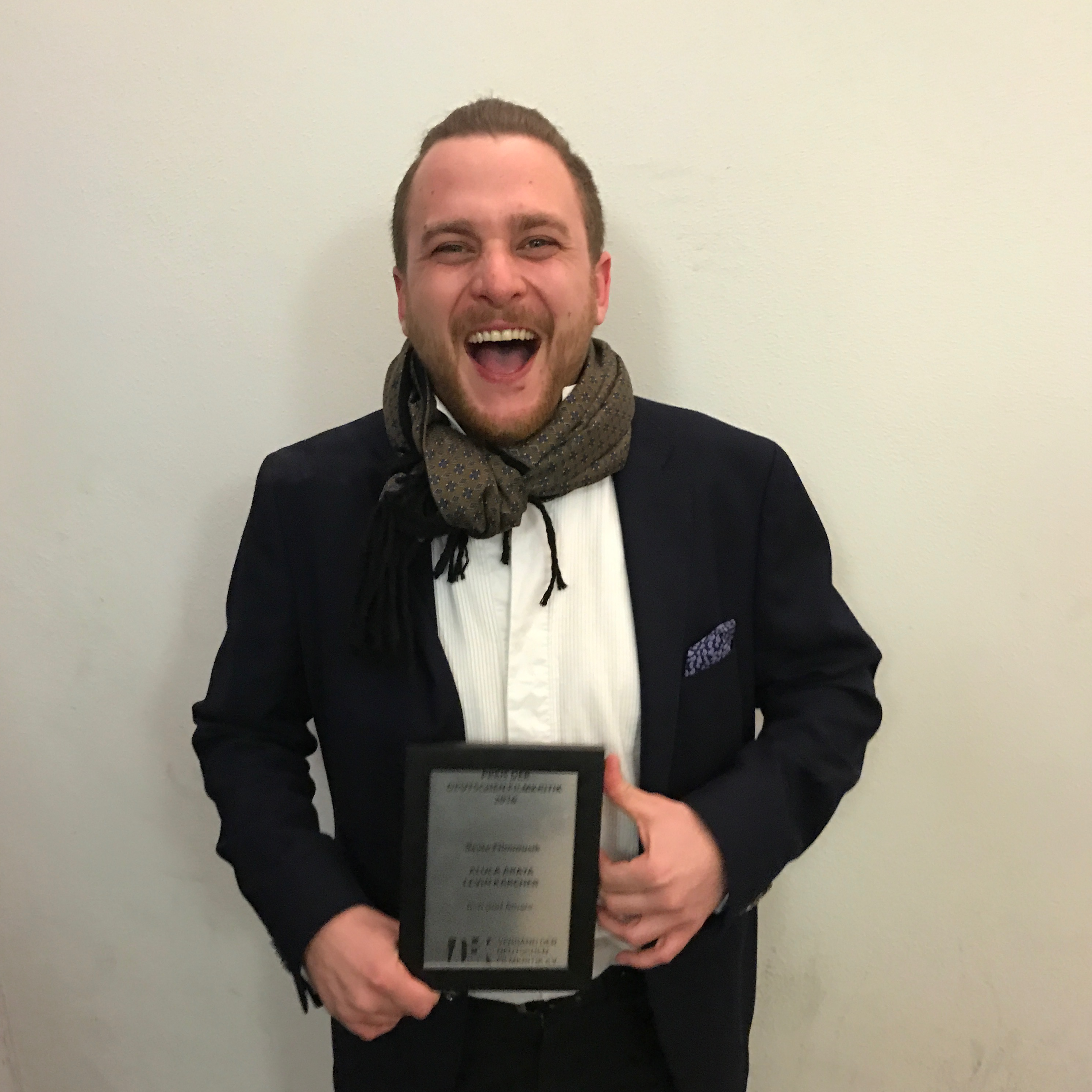
Levin Kärcher

Levin Kärcher (* 12. Dezember 1986 in Heidelberg) ist ein deutscher Musikproduzent, DJ und Filmmusiker. Sein Werk beinhaltet die Filmmusik für Beti und Amare, die 2017 den Preis der deutschen Filmkritik für beste Filmmusik gewonnen hat.

## Biografie
Kärcher verbrachte seine Kindheit und Jugend in Ibiza, wo er 2005 mit Nyimo Nijman das Trance Projekt Last Men Standing gründete und internationalen Erfolg feierte. 2010 zog er nach Deutschland, um an der School of Audio Engineering in Frankfurt am Main zu studieren und folglich zu unterrichten.
2014 traf Kärcher auf den Regisseur Andreas Siege, der ihn überreden konnte die Filmmusik für seinen Film Beti und Amare zu komponieren. 2017 wurde der Film im Rahmen der Berlinale vom Verband der deutschen Filmkritik in der Kategorie Beste Filmmusik prämiert. Beti und Amare ist Kärchers erster Spielfilm.

## Projekte
Kärchers Produktionen reichen von Musik (Joachim Kühn, GMS, Infected Mushroom, Schwesta Ewa) zu Theater (Mikós’ Die Vaterlosen) und Film.
Kärcher ist Mitglied des Musikprojekts ELCH, das er 2016 mit Philipp Eltz gegründet hat.